# 플로샤디 보스타니야역
플로샤디 보스타니야 역(러시아어: Площадь Восстания)은 러시아 상트페테르부르크 시에 있는 상트페테르부르크 지하철 키롭스코 비보륵스카야 선의 철도역이다. 1955년 11월 15일에 개통되었다. 2011년 12월 15일, 문화 유산 보호 위원회는 지역적으로 중요한 문화 유산의 단일 국가 등록부에 발표되었다.
심도 58m(190ft) 깊이에 위치한 지하 필론 구조의 역으로 역사는 보스타니야 광장에 위치한다. 출입구는 모스콥스키 철도 터미널과 연결된다.

## 환승
플로샤디 보스타니야 역에서는 에스컬레이터를 통해 넵스코 바실레오스트롭스카야 선의 마야콥스카야 역과 연결되어 상호 환승이 가능하다.